# Anopheles simlensis
Anopheles simlensis är en tvåvingeart som beskrevs av James 1911. Anopheles simlensis ingår i släktet Anopheles och familjen stickmyggor. Inga underarter finns listade i Catalogue of Life.